# Животна борба (Дикенс)
Животна борба (енгл. The Battle of Life) је роман енглеског књижевника Чарлса Дикенса објављен 1846. године.

## О делу
Роман Животна борба припада циклусу написаном поводом божићних празника. Ту припада и Божићна бајка. Доктор Џедлер живи на имању где се одржала крвава битка. Ликови ау емотивни и живописни.